# Галилейско езеро
Галилейското езеро (на иврит: יָם כִּנֶּרֶת; на арабски: بحيرة طبريا), наричано също Галилейско море, Тивериадско езеро (море), Генисаретско езеро (море), Хинеретско море (Хинарот) и Кинеретско езеро, е най-голямото сладководно езеро в Израел.
Обиколката му е 53 km, дълго е 21 km, а широко 13 km. Общата площ на езерото е 166 km2 и има максимална дълбочина 43 m. На западния му бряг се намира град Тиберия.
Разположено е на 209 m под морското равнище, което го прави най-ниско разположеното сладководно езеро на Земята и второто най-ниско разположено езеро в света след Мъртво море, което е солено езеро.
Галилейското езеро е разположено в Йорданския грабен. Северно от него се намира долината Хула, където е изворната област на река Йордан. Тя се влива в него и изтича от южния му край, както и повечето от реките, извиращи от Голанските възвишения.
Галилейското езеро има огромна роля за развитието на Израел и поради разположението му на границата със Сирия, то е било една от важните военни територии, за които спорят двете държави. Галилейското езеро има и важна религиозна роля, тъй като според Новия завет именно тук Христос е проповядвал и вършел своите чудеса. Днес по бреговете му се намират много християнски храмове, които са превърнати във важни туристически забележителности. Счита се, че по бреговете на езерото са изникнали едни от първите селища в света, предшестващи Неолитната революция.
В началото на 1986 г. нивото на Галилейското езеро достига до най-ниското си равнище. Това позволява на жителите на Израел да открият много ценна находка – лодка, датираща от около 100 г. сл. Хр. Археолозите стигат до заключението, че в миналото риболовът в езерото е процъфтявал.
Районът около езерото е изключително плодороден и много ценен за Израел. Тук могат да се отглеждат всякакви дървета, сред които най-разпространени са палмите, смокините, маслините, грозде и други плодове. През лятото настъпват горещини без валежи, а през кратката зима климатичните условия са по-поносими и по-благоприятни за престой. Езерото е известно и с изникващите изневиделица дъждовни бури.